# اضطراب النسيج الضام
اضطراب النسيج الضام هو حالة طبية تؤثر على النسيج الضام. تكون بعض إصابات النسيج الضام واللفافة والمفاصل والعضلات والأوتار غالباً مزمنةً ويصعب معالجتها ورؤيتها أسفل الجلد.
يتميز اختصاصي الجهاز العضلي الهيكلي والعلاج اليدوي والفيسولوجي العصبي العضلي وأطباء الأعصاب بمعالجة الإصابات والأمراض في مناطق النسيج الضام في الجسم.وغالباً ما يطور الأطباء المتخصصين طرقاً جديدة لمعالجة النسيج الضام لتسريع التشافي الطبيعي وتخفيف الألم الغامض المصاحب للإصابة. وأصبح هذا المجال من الخبرة معروفاً باسم االعلاج بالنسيج الضام إذ أنها تعتبر خبرة سريعة التوسع بفضل التكنولوجيا التي ساعدت الأطباء على تحديد المشكلة بصورةٍ أسرع.
طريقة جديدة وواعدة في معالجة الجروح وإصابات النسيج الضام بواسطة عامل نمو في الصفائح (PGF).
وهناك طريقة جديدة تبشِّر خيراً لعلاج الجروح وإصابات النسيج الضام من خلال عامل نمو الصفائح. وهناك صلة وثيقة بين مصطلح «اضطراب النسيج الضام»والروماتيزم. وأحياناً يستخدم مصطلح «اضطرابات الروماتيزمية  للأنسجة الضامة»  في وصف هذه الحالات.